# Neuraeschna calverti
Neuraeschna calverti – gatunek ważki z rodziny żagnicowatych (Aeshnidae). Występuje na terenie Ameryki Południowej.